# Kohei Kato
Kohei Kato (加藤 恒平 Kato Kohei?, nacido el 14 de junio de 1989 en Wakayama) es un futbolista japonés que se desempeña como centrocampista en el Chiangrai United FC.

## Trayectoria

### Clubes
| Club                       | País       | Año         |
| -------------------------- | ---------- | ----------- |
| Sacachispas                | Argentina  | 2012        |
| FC Machida Zelvia          | Japón      | 2012        |
| Rudar Pljevlja             | Montenegro | 2013 - 2015 |
| Podbeskidzie Bielsko-Biała | Polonia    | 2015 - 2016 |
| PFC Beroe Stara Zagora     | Bulgaria   | 2016 - 2018 |
| Sagan Tosu                 | Japón      | 2018        |
| Widzew Łódź                | Polonia    | 2019        |
| St. Joseph's               | Gibraltar  | 2019 - 2020 |
| Iskra                      | Montenegro | 2020        |
| Anadia                     | Portugal   | 2021        |
| Chiangrai United FC        | Tailandia  | 2021 -      |

## Estadística de carrera

### J. League
| Club              | Año   | J. League | J. League | Copa J. League | Copa J. League | Total | Total |
| Club              | Año   | Part.     | Goles     | Part.          | Goles          | Part. | Goles |
| ----------------- | ----- | --------- | --------- | -------------- | -------------- | ----- | ----- |
| FC Machida Zelvia | 2012  | 29        | 0         | -              | -              | 29    | 0     |
| Total             | Total | 29        | 0         | 0              | 0              | 29    | 0     |